# 庄司陽斗
庄司 陽斗（しょうじ はると、2001年5月31日 - ）は、宮城県仙台市出身のプロ野球選手（投手）。左投左打。横浜DeNAベイスターズ所属。

## 経歴

### プロ入り前
小学2年生のころに野球を始める。仙台市立郡山中学校時代は仙台東部リトルシニアに所属。
高校は聖和学園高等学校に進学。1年秋からエースナンバーを背負うと、3年春にはチームを宮城県大会ベスト4に導き、3年夏は主将・4番打者・エースとしてチームを背負うも、県ベスト8で敗退。
その後は生まれ育った宮城県を離れ、北東北大学リーグの青森大学に進学。大学3年時に左肘靭帯を損傷し、1年近く戦列を離れたが、4年秋のリーグ戦で4勝1敗、防御率1.53の好成績を残し、ベストナインに選出された。
2023年10月26日に行われたプロ野球ドラフト会議において、横浜DeNAベイスターズから育成ドラフトで4巡目指名を受けた。11月17日に支度金300万円、年俸340万円（金額はいずれも推定）で仮契約を結んだ。自身と同じ左投げ投手であるクレイトン・カーショーが背番号22であることから背番号122を選択した。

### DeNA時代
2024年はイースタン・リーグ開幕から先発ローテーションをただ1人1年間守り抜き、二軍チーフ投手コーチの入来祐作からは「二軍のMVP」と称えられた。ファームチームの42年ぶり4度目のリーグ優勝決定戦となった9月28日の対ロッテ戦（横須賀スタジアム）でも先発を任され、6回無失点で勝利投手となった。二軍戦21試合の登板で107回1/3を投げ、リーグ2位の8勝（5敗）、リーグ2位の防御率2.35、リーグ7位の奪三振73の好成績を挙げた。チーム初出場となる10月5日のファーム日本選手権（サンマリン宮崎）でも先発を任されると、ソフトバンク相手に6回無失点の好投で初のファーム日本一に導き、最優秀選手に選出された。NPB AWARDSではスポンサー表彰であるイースタン・リーグの優秀投手賞（サンケイスポーツ選定）、新人賞（スポーツニッポン選定）に選出された。
2025年の1月は、2023年までDeNAに在籍した今永昇太と面識がないながらも弟子入りを志願し、高知でともに自主トレを行った。春季キャンプでは、育成投手として唯一の宜野湾でのA班キャンプメンバーに選ばれた。3月13日、支配下選手として契約したことが発表された。背番号は91に変更される。

## 選手としての特徴
腕を思い切り振る躍動感のあるフォームの左腕投手で、身長184cmの長身から繰り出す最速148km/hの直球と落差のあるチェンジアップが武器。DeNA入団後の2024年夏にはスライダーも習得した。速球派ではないため、球速については「出たらいいな」程度の考えである。
頑丈な身体の持ち主。

## 人物
顔がトイ・ストーリーシリーズのウッディに似ていることから入団会見で希望する愛称として「ハマのウッディ」を挙げ、入寮の際にはカウボーイハットを持参した。
二軍チーフ投手コーチの入来祐作によれば、性格は天然だが、指導に対して覚えが早く、再現性も高いという。

## 詳細情報

### 背番号
- 122（2024年[10] - 2025年3月12日）
- 91（2025年3月13日[22] - ）

### 登場曲
- 「君はともだち」ダイアモンド☆ユカイ（2024年 - ）